# Lightning Point
 (mai 2015).
Si vous disposez d'ouvrages ou d'articles de référence ou si vous connaissez des sites web de qualité traitant du thème abordé ici, merci de compléter l'article en donnant les références utiles à sa vérifiabilité et en les liant à la section « Notes et références ».
Lightning Point aussi nommée Alien Surf Girls est une série télévisée pour adolescents australienne produite par Jonathan M. Shiff pour Network 10 en association avec Nickelodeon et la télévision publique allemand ZDF.
L'histoire se déroule à l'époque moderne avec des éléments fantastiques. Cette série a été tournée à Gold Coast et Byron Bay en 2011.

## Synopsis
Zoey et Kiki sont deux jeunes filles extra-terrestres. Elles débarquent sur Terre dans la station balnéaire Lightning Point, avec comme objectif de faire du surf. Mais un enchaînement de circonstances va faire que leur vaisseau sera détruit. Les deux filles devront donc se débrouiller sur cette planète inconnue, avec l'aide d'Amber, une jeune fille rencontrée le premier jour...

## Diffusion
Lighting Point est d'abord diffusée aux États-Unis (sous le nom Alien Surf Girls) sur TeenNick à partir du 29 mai 2012, puis démarre en Australie sur Network 10 à partir du 22 juin 2012.
En France, la série est diffusée à compter du 29 décembre 2012 sur Nickelodeon (sous le nom Alien Surf Girls), à partir du 21 avril 2013 sur France Ô, puis rediffusée à partir du 23 février 2015.

## Production
La série est co-produite par est Network 10, Nickelodeon Australie et ZDF.

## Distribution

### Acteurs principaux
- Philippa Coulthard (VF : Adeline Chetail) : Amber Mitchell
- Lucy Fry (VF : Julie Jacovella) : Zoey
- Jessica Green (VF : France Renard) : Kiki
- Andrew James Morley (VF : Mathias Casartelli) : Brandon Benedict
- Kenji Fitzgerald (VF : Gabriel Bismuth-Bienaimé) : Luca Benedict
- Paige Houden (VF : Caroline Pascal) : Madison

### Acteurs récurrents
- Simone Bennett-Smith (VF : Sybille Tureau) : Olivia Mitchell
- Reece Milne (VF : Romain Altché) : Liam
- Da Yen Zheng (VF : Victoria Grosbois) : Gina
- Lia Fisher : Mia
- Erin Mullally (VF : Benjamin Bollen) : Josh
- Anthony Standish : M. Phillips

Source: RS Doublage

### Personnages principaux
- Amber Mitchell  (Philippa Coulthard) : Amber est une jeune fille posée, ouverte et très sympathique. Elle ne croyait pas aux extra-terrestres jusqu'à l'arrivée de Kiki et Zoey. Elle est amie avec Luca depuis l'enfance. C'est la fille du sergent Mitchell et ses parents sont divorcés. Elle adore faire du surf tout comme Zoey et Kiki et donne des cours à des enfants.

- Zoey  (Lucy Fry) : Zoey est une extra-terrestre tout comme sa copine Kiki. Elle vient de Lumina et, est venue à Lightning Point car son vaisseau s'est écrasé. Elle est assez rebelle, sûre d'elle mais tout de même sympathique. C'est un peu elle la chef du groupe. Elle a un tempérament de leader. Bien qu'elle dise qu'elle déteste Brandon, elle tombe quand même amoureuse de lui. Zoey adore faire du surf et déteste Madison.

- Kiki  (Jessica Green) : Kiki est une extra-terrestre.Elle vient de Lumina et, est venue à Lightning Point car son vaisseau s'est écrasé  avec sa meilleure amie Zoey. C'est une jeune fille très calme, compréhensive et toujours à l'écoute des autres. Elle s'entend d'ailleurs très bien avec Amber. Elle tombe rapidement amoureuse de Luca et ils sortent ensemble. Il finit par découvrir sa véritable nature mais reste son amie. Kiki adore le surf et travaille au diner avec Mia.

- Luca Benedict  (Kenji Fitzgerald) : Luca est un garçon ouvert et sympathique qui voue une véritable passion pour les extra-terrestres. Depuis qu'il est enfant il croit que les extra-terrestres existent et qu'ils viendront un jour sur Terre. Il est ami avec Amber depuis l'enfance et tombe amoureux de Kiki. Il ne sait pas qu'elle n'est pas la cousine d'Amber mais il apprend bien vite qu'elle est une extra-terrestre. Il décide alors de garder le secret.

- Brandon Benedict  (Andrew James Morley) : Brandon est un très bon surfeur et il le sait. Parfois arrogant bien qu'ayant un côté doux, il sort avec Madison au début de la série mais tombe vite sous le charme mystérieux de Zoey. Au début elle ne partage pas ses sentiments mais ils deviennent réciproques. Il veut un jour devenir champion de surf et connaitre la gloire. Il se moque de son demi-frère Luca à cause de sa passion pour les extra-terrestres mais finit par y croire et apprendre qu'il en est un.

- Madison  (Paige Houden) : Madison est une jeune fille très arrogante et une vraie petite peste. Elle sort avec Brandon au début mais celui-ci la quitte pour Zoey. Elle devient alors sa pire ennemie. Elle la déteste à cause de la relation qu'elle entretient avec Brandon mais aussi à cause du surf. Madison est une très bonne surfeuse mais Zoey la devance ce qui la contrarie fortement. Un jour au diner elle aperçoit un extra-terrestre, qui est en réalité Zoey. Elle espère récupérer Brandon mais il n'est intéressé que par ce qu'elle a vu.

### Personnages secondaires
- Olivia Mitchell  (Simone Bennett-Smith) : C'est la mère d'Amber. Elle est officier de police et a un chien : Piper. Elle est souvent très intriguée par ce qu'il se passe à Lightning Point.

- Liam  (Reece Milne) : C'est le meilleur ami de Brandon. Il est très tête à claque et arrogant.

- Gina (Da Yen Zheng) : Gina est la meilleure amie de Madison. Elle la suit partout et partage tout avec elle. Tout comme Madison, elle peut parfois être peste mais n'est pas réellement méchante.

- Mia (Lia Fisher) : Mia est la gérante du diner. Elle est très franche et aime que le travail soit bien fait. Elle travaille avec Kiki et s'entend bien avec elle.

- Josh (Erin Mullally) : Josh est un ami d'Amber. Il est attentionné et sympathique. Il tombe amoureux d'Amber et ses sentiments sont réciproques. Ils sortent ensemble.

## Épisodes
1. La chute (Wipeout)
2. Micro-ondes (Microwave)
3. Au lycée ! (Wires Crossed)
4. Les émotions humaines (Feelings)
5. Bonnes vibrations (Good Vibrations)
6. Coup de foudre (Crushed)
7. Enlèvement (Alien Abduction)
8. Un dangereux défi (Risky Business)
9. Le champ de canne à sucre (The Cane Field)
10. Un cercle d'amis (Circle of Friends)
11. Rapprochement (Close Encounter)
12. Le signal (Kiki Revealed)
13. Bateau volant non identifié (Space ship)
14. Rivalité (Distracted)
15. Pôles opposés (Poles Apart)
16. Joyeux anniversaire (Family Pies)
17. Attirance extraterrestre (Alien Attraction)
18. La lumière du phare (See the Light)
19. Disparue (Vanished)
20. La panne (Power Up)
21. Cœurs brisés (Heartbreak)
22. Les affinités (Connections)
23. Championnes de surf (Surf's Up)
24. La surcharge (Meltdown)
25. L'enquête (Investigation)
26. Le départ (Flight)